# Vysotskij. Spasibo, tjto zjivoj
Vysotskij. Spasibo, tjto zjivoj (russisk: Высоцкий. Спасибо, что живой) er en russisk spillefilm fra 2011 af Pjotr Buslov.

## Medvirkende
- Sergej Bezrukov som Vladimir Vysotsky
- Nikita Vysotskij
- Oksana Akinsjina som Tatjana Ivleva
- Andrej Smoljakov som Viktor Bekhtejev
- Ivan Urgant som Seva Kulagin